# Otto Pohla
Otto Pohla (ur. 20 marca 1899 w Hageri, zm. w lipcu 1941 w Zatoce Fińskiej) – estoński zapaśnik walczący w stylu klasycznym. Olimpijczyk z Amsterdamu 1928, gdzie zajął siódme miejsce w wadze lekkociężkiej.
Zatonął wraz ze statkiem w drodze z Tallinna do Leningradu w lipcu 1941, prawdopodobnie zatopionym przez niemiecki okręt podwodny.

## Letnie Igrzyska Olimpijskie 1928
| Konkurencja | Rundy eliminacyjne | Rundy eliminacyjne    | Rundy eliminacyjne  | Rundy eliminacyjne   | Klas. końcowa |
| Konkurencja | Przeciwnik I       | Przeciwnik II         | Przeciwnik III      | Przeciwnik IV        | Miejsce       |
| ----------- | ------------------ | --------------------- | ------------------- | -------------------- | ------------- |
| 82,5 kg     | Max Studer (SUI) Z | Onni Pellinen (FIN) P | Johan Heijm (NED) Z | Adolf Rieger (GER) P | 7.            |